# Таймас Шаимов
Тайма́с Шаи́мов (баш. Таймаҫ Шәһимов) — башкирский старшина Кара-Табынской волости Сибирской даруги Уфимского уезда, тархан.

## Краткая биография
Впервые в официальных документах упоминается в 1706 году.
П. И. Рычков упоминал, что Т. Шаимов возглавлял пятитысячное войско башкир во время одного из их походов на киргиз-кайсаков, а в некоторых казахских публикациях рассказывается о том, что ранее, в 1721—1723 гг., Таймас Шаимов возглавлял многотысячный отряд башкир, который помогал казахам в их борьбе с джунгарами.
В 1730 году Таймас Шаимов был принят при дворе Анны Иоанновны. В дар ей он привёз лисиц и куниц. За почитание императрица вознаградила башкирского старшину землями, находящимися в настоящее время близ города Челябинска.
9 февраля 1731 года императрица подписала грамоту хану Абулхаиру о принятии Младшего жуза в российское подданство. Пётр Иванович Рычков писал об этом: 

«По оному его ханскому прошению в 1731 году, мае месяце отправлен был к нему, хану, коллегии иностранных дел переводчик мурза Алексей Тевкелев. Посольство во главе с А. И. Тевкелевым после трёхмесячного пребывания в пути 4 июля 1731 года прибыло в Уфу. Здесь ему были приданы из геодезистов Алексей Писарев да Михайла Зиновьев, для описания мест, да несколько человек из уфимских дворян и казаков, да из башкирцев лучшие люди — вышеупомянутой Алдар да Таймас-батырь и ещё некоторые с такой инструкцией, чтоб помянутого хана со всей ордой в подданстве совершенно утвердить и присягаю в верности обязать, о состоянии же сего и тамошних мест обстоятельное известие получить».— Рычков П. И. История Оренбургская. — Уфа, 2001. — С. 7
Но в ходе посольства выяснилось, что большинство казахских феодалов были против вхождения в состав России. Одной из причин являлись частые нападения башкир на Средний жуз. Известно, что 17 ноября 1732 года башкирский отряд, состоявший из 1000 человек, произвёл нападение на улусы Среднего жуза, «взял пленных человек 100 и 2000 лошадей, де 40 человек убиты досмерти». После этого, 21 ноября 1732 года собралась большая толпа казахов во главе с Тянгори-бирдием и просила Абулхаира «требовали взять Тевкелева и которые при нём есть башкирцы, в Средний жуз и держать их там до тех пор, пока башкирцы возвратят их, киргиз-кайсацких, ясырей». Также известно, что Таймас Шаимов наносил крупные поражения казахскому хану Самеке и в одном бою с ним башкиры отняли его ханское знамя. 22 ноября Абулхаир представил Таймаса собранию старшин, на котором ему предъявили счёт о потерях. Таймас Шаимов им напомнил, что казахи сами неоднократно производили нападения на башкир и на русских. На собрании он упоминал о нападении казахов на российский торговый караван во главе с полковником Гарбером, о пленении казачьих жён и 16 детей Яицкого городка, об убийстве 40 башкир, об угоне 6000 лошадей, о продаже казахами в рабство башкирских детей на невольничьем рынке в Хиве. Во многом благодаря помощи Т. Шаимова и ещё нескольких башкир посольство завершилось успешно и казахи Младшего жуза во главе с ханом Абулхаиром, часть знати Среднего жуза, а также каракалпаки приняли русское подданство.
За содействие, оказанное царской администрации при вхождении казахов Малого Жуза в состав Российской империи, Таймас Шаимов был пожалован в тарханы. Вот что об этом писал П. И. Рычков:

«Башкирские старшины немалую верность и ко успокоению того своевольного народа старание прилагали, а особливо Таймас-батырь, будучи у киргис-кайсак славным башкирским наездником, или богатырём, которой, за то, как выше явствует, в 1734 году и тарханом пожалован»— Рычков П. И. История Оренбургская. — Уфа, 2001. — С. 8
Таймас Шаимов также принимал участие в подавлении Башкирского восстания в 1735—40 годах и в переговорах царских властей с предводителями повстанцев.
С разрешения тархана Шаимова на землях башкир были построены крепости:
- Верхояицкая;
- Миасская;
- Челябинская;
- Чебаркульская крепость;
- Еткульская;
- Уклыкарагайская[7].

По прошению Таймаса Шаимова в 1740 году Сенат издал указ о размежевании башкирских земель и территорий, отведённых к крепостям, чтобы «жители построенных крепостей не вторгались на башкирскую землю, а свои посевы обносили городьбой».
Последнее упоминание о Таймас-батыре относится к середине 50-х годов XVIII века.

## Память
В 2021 году в Челябинске презентовали и передали портрет Таймаса Шаимова.